# Thomas Robert Shannon Broughton
Thomas Robert Shannon Broughton (17 février 1900 – 17 septembre 1993) est un historien canadien spécialiste de l'Antiquité classique et de prosopographie latine, promu Fellow of the British Academy (FBA), distinction accordée par la British Academy. Son travail le plus remarquable consiste en un ouvrage en trois volumes intitulé Magistrates of the Roman Republic, publié entre 1951 et 1986.

## Carrière
Né en 1900 à Corbetton, Ontario, Canada, il étudie à l'Université Victoria de l'Université de Toronto. Il obtient le grade B. A. en 1921 avec les honneurs en lettres classiques puis M. A. en 1922. Après avoir rejoint l'Université de Chicago, il intègre l'Université Johns-Hopkins où il suit les cours du célèbre historien Tenney Frank (1876-1939). Il obtient le diplôme Ph. D. en latin en 1928.
En 1931, il épouse Annie Leigh Hobson Broughton, originaire de Norfolk (Virginie). Ils ont deux enfants, Margaret Broughton Tenney et T. Alan Broughton, né en 1936, poète, pianiste et professeur émérite de l'Université du Vermont.
Il commence sa carrière de professeur à l'Université Victoria. Il enseigne également au Amherst College et au Bryn Mawr College entre 1928 et 1965. Il travaille par la suite à l'Université de Caroline du Nord à Chapel Hill à l'instar du professeur latiniste George L. Paddison jusqu'en 1971. La Library Epigraphy Room, créée à sa demande, y demeure une ressource fondamentale. Bien qu'il se retire du milieu universitaire en 1971, il poursuit son ouvrage et reste accessible aux étudiants jusqu'à sa mort en 1993. Son épouse décède le 19 septembre 2005 à Charleston (Caroline du Sud).

## Publications
- The Romanization of Africa Proconsularis, 1929, réédité en 1968 ;
- Was Sallust fair to Cicero?, 1936, Transactions and Proceedings of the American Philological Association (TAPA) 67:34-46 ;
- Magistrates of the Roman Republic, 1951-1986 ;
- Roman Landholding in Asia Minor., 1934, TAPA 65:207-239 ;
- Roman Asia Minor, in Tenney Frank, An Economic Survey of Ancient Rome IV, 1938 ;
- Notes on Roman Magistrates. I. The Command of M. Antonius in Cilicia. II. Lucullus' Commission and Pompey's Acta., 1946, TAPA 77:35-43 ;
- Candidates Defeated in Roman Elections: some ancient Roman 'also-rans', 1991, TAPA 81.4:1-64.